# Filtro antialiasing
Un filtro antialiasing o antialiasing filter, a veces llamado filtro antiplegamiento, es un filtro paso bajo analógico, presente en dispositivos de digitalización, que limpia la señal antes de hacer una conversión analógica-digital.
El propósito del filtro antialiasing es eliminar toda presencia, antes de hacer el muestreo, de las frecuencias superiores a Fe/2, siendo Fe la frecuencia muestreo.
La explicación teórica de la necesidad de utilizar una frecuencia de muestreo del doble de las frecuencias que se quieren obtener viene dada por teorema de muestreo de Nyquist-Shannon. El uso del filtro antialiasing previo a la discretización de los datos es necesario ya que al discretizar aparece una réplica espectral de la señal muestreada desplazada a la frecuencia de muestreo y a sus múltiplos. Esta réplica espectral puede mezclarse con la señal deseada y por ello la necesidad de dicho filtro.
Cualquier muestreo realizado que cumpla esta norma no destruirá todos los datos, lo que significa que siempre será posible recuperar la señal analógica original a partir de las muestras finales: es pues una muestra reversible (dentro del ancho de banda limitado por la tasa de muestreo).
En caso de no hacerlo, es decir, si hay un componente de frecuencia con una muestra superior o igual a  Fe/2 , la señal de la toma de muestras no contendrá ninguna información de la señal analógica original: se trata, por tanto, de un muestreo irreversible.

## Ejemplo en pantallas LCD
| Arriba a la izquierda: una versión con Aliasing' 'de una forma simple. Arriba a la derecha: una versión con Anti-aliasing de la misma forma. Derecha: Imagen Anti-aliasing ampliada x5. |

En la imagen ejemplo, se utiliza anti-aliasing para mezclar los "píxeles frontera" de una muestra gráfica. Esto reduce el efecto estético desagradable de líneas escalonadas que aparecen en el gráfico con aliasing arriba a la izquierda. El anti-aliasing aplica a menudo en la representación de texto en una pantalla de ordenador para mostrar contornos suaves que emulan mejor la apariencia del texto producido por métodos convencionales de impresión de tinta sobre papel.
Especialmente con los tipo mostrados en las típicas pantallas de LCD, es común el uso de técnicas de subpixel rendering como ClearType. La representación de subpíxeles requiere un filtro antialiasing especial con equilibrio de color para convertir lo que sería grave distorsión de los colores en franjas de color apenas perceptibles-. Resultados equivalentes se pueden obtener haciendo cada sub-píxel direccionable como si fuera un píxel completo, y el suministro de un filtro antialiasing hardware como en el controlador de pantalla de portátil OLPC XO-1. La Geometría de píxel tiene importancia en todo lo dicho, no importa si el anti-aliasing y el direccionamiento de subpixel se realiza por software o por hardware.

## Nota
- Datos: Q858325
- Multimedia: Anti-aliasing / Q858325